# 에드워드 카넬
에드워드 존 카넬(Edward John Carnell, 1919년 6월 28일 - 1967년 4월 25일)은 저명한 신학자이며 침례교목사이며 풀러 신학교의 종창을 역임하였다. 그는 기독교 변증학에 관련된 저서를 발행하였다.